# Дрэган, Мария
Мария Дрэган (рум. Maria Drăgan; 23 августа 1947, с. Бэлэурешть (ныне Ниспоренский район Молдавии) — 6 октября 1986, там же) — молдавская певица, популярная исполнительница народных и эстрадных песен.

## Биография
Родилась в многодетной семье. Окончила неполную среднюю школу, работала в колхозе. Затем до 1965 года обучалась в музыкальном училище им. Штефана Няги. В 1966 году выиграла конкурс на замещение вакантной должности солистки Национальной Филармонии.
В 19 лет начала свою музыкальную карьеру, стала солисткой Эстрадного ансамбля Национальной филармонии, где проработала до 1973 года.
С 1974 года — солистка ансамбля «Мугурел» под руководством Валерия Негруци, её коллегами были: Анастасия Истрати, Василе Марин, Валентина Кожокару, Ион Басс. Ансамбль пользовался огромным успехом, во многом благодаря Марии, у которой было идеальное сценическое амплуа и неповторимый стиль. Она знала свыше 500 песен, услышанных в своей родной деревне, а также исполняла песни на французском и итальянском языках. По мнению специалистов, она была одной из лучших исполнительниц фольклорной музыки МССР.
Однако в 1975 г. по требованию партийных властей Молдавии, коллектив был расформирован из-за того, что в репертуаре ансамбля преобладала румынская музыка. В том же году она стала сотрудничать с ансамблем «Букурия», а в 1975—1976 гг. была солисткой оркестра народной музыки «Лэутарий». На этом карьера Марии Дрэган закончилась.
Певица вернулась в родное село, где провела последние годы жизни. Умерла в возрасте 39 лет от туберкулеза.

## Избранная дискография
| Молдавская народная музыка | Румынская народная музыка                                                                               | Румынские романсы                                                   |
| --- | --- | ------------------------------------------------------------------- |
| - Bine îi la șezătoare - Cine nu-i de veselie - Cioca-boca la fereastră - Colea-n vale, la pârău - De-ar fi după mine, bade - Eu la joc, mama la joc - Mă usuc ca frunza-n vânt - Măi, Ioane - Pe sub flori mă legănai - Vai, sărmana turturică - Vin bădiță, vin deseară | - De s-ar afla cineva - Foaie verde, bob năut - Hop, lele, hop - Leliță Ioană - Lume, lume - Vino, bade | - Am început să-mbătrânesc - La fereastra casei mele - Pe lângă boi |

## Память

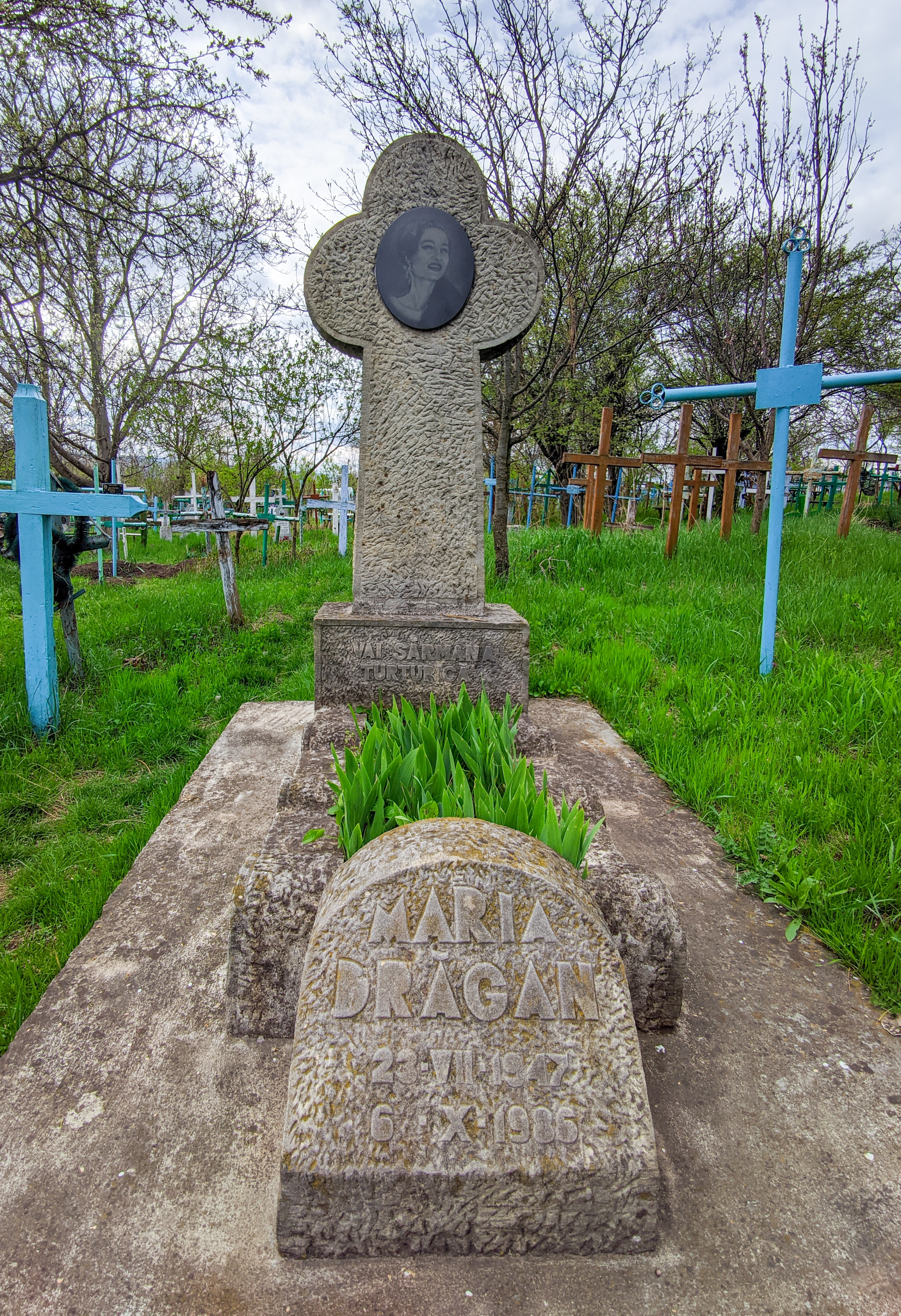
Могила Марии Дрэган в селе Балаурешты

- Именем Марии Дрэган названа одна из улиц Кишинёва
- В её родном селе Бэлэурешть проводится Фестиваль-конкурс народных песен, посвященный памяти известной молдавской певицы Марии Дрэган «Vai, sărmana turturică».
- В 2001 году Почта Молдовы выпустила марку с её изображением.